# КАМАЗ 5460
КАМАЗ 5460 — російський сідловий тягач з колісною формулою 4х2, що випускається на Камському автомобільному заводі з 2003 року.
Магістральні тягачі з цифровими індексами 5460 (4x2) відрізняються кабінами підвищеної комфортності. За рахунок піднятого даху помітно зріс життєвий простір для екіпажу. Автомобілі комплектуються дизелем КамАЗ 740.30-360 (Євро-2) потужністю 360 к.с. Значний діапазон тягово-динамічних характеристик забезпечують механічна 16-ступенева коробка передач фірми ZF 16S 151 та приводні мости з конічною головною передачею і планетарними колісними редукторами. Барабанні гальма обладнані антиблокувальною системою. Підвіска — залежна ресорна. Місткість паливних баків — 500—600 л. Максимальна швидкість не менше 100  км/год. Повна маса автопоїзда з тягачем КамАЗ-5460 сягає 40 т. Ця модель призначена для транспортування вантажів по дорогах, що допускає навантаження на вісь 10-13 т.
На більш високому технічному рівні знаходиться сідловий тягач КамАЗ-5460-046-22 «Стаєр» (4x2), призначений для роботи у складі автопоїзда повною масою до 40 т. У його конструкції використаний низькообертовий дизель КамАЗ-740.37-400 (Євро-2) потужністю 400 к.с., що знижує витрату палива з 48 до 36 л на 100 км. Застосовані коробка передач ZF 16S 151 і гіпоїдний приводний міст, що знижує внутрішні втрати в трансмісії. Задня регульована пневматична підвіска забезпечила низьке розташування сідла (1200 мм). Стабілізатори поперечної стійкості на передній осі і ведучому мості забезпечують стійкість автомобіля в поворотах, а застосування блокування міжколісного диференціала дозволяє впевненіше долати засніжені і обмерзлі ділянки доріг. Внутрішня висота кабіни, що має два спальних місця, досягає 1680 мм.
У 2009 році КАМАЗ представив рестайлінгову модель з модернізованою кабіною.